# Marie Rút Křížková
Marie Rút Křížková (15. června 1936 Miličín – 4. prosince 2020 Čerčany) byla česká literární historička, pedagožka a redaktorka. Působila jako mluvčí Charty 77. Zásadní měrou se zasloužila o vydání díla básníka Jiřího Ortena.

## Život
V mládí žila v Liberci, od roku 1972 žila v Praze.
V roce 1968 absolvovala dálkově FF UK, obor čeština – pedagogika, specializace literární historie (doktorát až v roce 1991). V šedesátých letech působila jako učitelka, za normalizace pracovala jako lesní dělnice a třídička pošty. Signatářkou Charty 77 se stala 13. ledna 1977, jako mluvčí působila od 2. února 1983 do 7. ledna 1984.
Profesně se věnovala zejména ediční přípravě a vydávání spisů Jiřího Ortena a české literární tvorbě v terezínském ghettu. Spolupracovala s pražským divadlem Miriam.
V rámci festivalu Ortenova Kutná Hora a stejnojmenné literární soutěže pro mladé básníky (jejíž poroty byla předsedkyní) založila a řídila edici První knížky, která každý rok představuje jeden básnický debut nadějného mladého autora.
Byla matkou herečky a moderátorky Ester Janečkové, kterou měla jako nemanželské dítě s Ortenovým starším bratrem Otou Ornestem. Její další dvě dcery jsou Svatava a Dagmar.
Výpis z jejího životopisu (Archiv bezpečnostních složek) uvádí: „Politicky jsem nikdy nepracovala. Teprve v září 1968 jsem vstoupila do KSČ, v roce 1970 jsem byla vyloučena“.

## Dílo

### Poezie
- Je mojí vlastí hradba ghett? (na tvorbě se podíleli i Kurt Jiří Kotouč, Zdeněk Ornest. Jsou to básně, próza a kresby terezínských dětí) – tato kniha v roce 1995 získala americkou národní cenu jako nejlepší dílo o holokaustu.
- Zaživa (Opožděný samizdat. Verše z let 1954 – 1967) (2005)

### Próza
- Kniha víry, naděje a lásky. Praha: Portál, 1996. 248 stran. ISBN 80-7178-122-3.
- Marie Rút Křížková : slyšet a odpovídat. Praha: Torst, 2014. 385 s. ISBN 978-80-7215-488-3.
- Moje Proseč a Thomas Mann. 1. vyd. Svitavy Řím: Trinitas Křesťanská akademie, 2002. 76 s. : Studium. ISBN 80-86036-73-1.
- Philippsdorf = : Filipov : 13.1.1866. Třetí opravené vydání. Jiříkov: Římskokatolická farnost Jiříkov, 2014. 96 stran, viii stran obrazových příloh. ISBN 978-80-260-7513-4.
- Svědectví, které nemohlo být vysloveno. Praha: Torst, 2007. 101 s. ISBN 978-80-7215-318-3.(svědectví z dob tvrdého komunismu, její výslechy, pronásledování a podobně. Vše je doprovázeno i oficiálními spisy StB)
- Žít jako znamení: rozhovory s Josefem Zvěřinou. Praha: Zvon, 1995. 159 s. : Memoria ; sv. 1. ISBN 80-7113-147-4.

## Ocenění
V roce 2015 jí byla udělena Cena Václava Bendy.